# Права интерсекс-людей в Уганде
Права интерсекс-людей в Уганде нарушаются по ряду показателей. В соответствие с местными традициями, детей, чьё интерсекс-состояние было обнаружено при рождении, убивают, а их матерей могут обвинить в колдовстве. В последнее время отношение к интерсекс-новорожденным начинает меняться благодаря правозащитным организациям занимающимся вопросами интерсекс-людей, таких как SIPD Uganda, но стигматизация таких людей, насилие над ними и жестокое обращение все еще сохраняются.
В декабре 2017 года африканские интерсекс-активисты опубликовали заявление с изложением своих требований.

## История
В соответствие с местными традициями, детей, чьё интерсекс-состояние было обнаружено при рождении, убивают, а их матерей могут обвинить в колдовстве.

## Физическая неприкосновенность

Запрет на нормализующие операции без личного согласия интерсекс-человека
Медицинские вмешательства приостановлены нормативно

Отчеты показывают, что рождение интерсекс-младенца может рассматриваться как проклятие или плохое предзнаменование, что приводит к детоубийству, пренебрежению и стигматизации матери. Матери могут даже быть исключены из своего сообщества, а интерсекс-дети могут быть отделены от братьев и сестер.
Интерсекс-дети могут подвергаться принудительным медицинским вмешательствам. При этом, интерсекс-люди, которым требуется медицинская помощь, также могут испытывать трудности с доступом к необходимой помощи.
В 2014 году в докладе Коалиции гражданского общества по правам человека и конституционному праву было выявлено несколько случаев, когда операции и медицинские вмешательства приводили к нарушениям прав человека. В одном случае операция, проведенная практикующими врачами без согласия семьи, привела к тому, что у ребенка возникли проблемы со здоровьем и он бросил школу. В другом случае ребенок был оставлен в больнице после операции на половых органах из-за стоимости лечения. Больница прекратила его лечение.
Сэм Лемоки, член парламента и врач Уганды, заявил, что парламент «в 2015 году выпустил руководство для Министерства здравоохранения, в котором рекомендуются меры против хирургического вмешательства в отношении интерсекс-детей», однако «местные радиостанции в Уганде транслируют обращения людей с просьбой помочь в финансировании операций по изменению формы половых органов за границей. Помимо этого операции также проводятся в пределах Уганды». Местная организация SIPD Uganda «выступает за нехирургический подход, чтобы интерсекс-детей воспитывали в наиболее подходящем поле, без необратимых хирургических вмешательств, до тех пор, пока ребенок не сможет дать лично согласие на проводимую операцию».

## Защита от дискриминации

Защита прав интерсексов
Защита ряда прав интерсексов
Защита прав интерсексов в ещё более узкой выборке характеристик

Конституция Уганды предусматривает признание основных прав и свобод, равенства и отсутствия дискриминации, неприкосновенность частной жизни, право на образование. Африканская хартия прав и благосостояния африканских детей обязывает страны-участницы, включая Уганду, защищать всех детей, включая интерсекс-детей, от социального, экономического, культурного и политического насилия. На практике интерсекс-люди по-прежнему подвергаются насилию и дискриминации.
В исследовании, проведенном SIPD Uganda, 90% интерсекс-подростков сообщили, что они были вынуждены бросить школу из-за огромной стигмы и дискриминации, связанных с нетипичным развитием их тела.

Небинарный/третий гендерный маркер доступен по желанию
Доступно только на интерсекс-людей
Обязательно для некоторых интерсекс-людей и доступно по желанию
Обязательно для некоторых интерсекс-людей с рождения
Опция недоступна или нет информации

## Документы, удостоверяющие личность
Закон, регулирующий выдачу свидетельств о рождении, вступивший в силу в 2015 году, разрешает регистрацию ребенка, родившегося «гермафродитом», а также разрешает изменение имени и пола. На это требуется рекомендация врача. Смена имени может создать социальные проблемы. Многие взрослые интерсекс-люди считаются лицами без гражданства из-за исторических трудностей с получением документов, удостоверяющих личность.

## Правозащитная деятельность
SIPD Uganda призвала к признанию прав интерсекс-людей в Уганде и в регионе Восточной Африки, включая защиту от вредоносных операций, доступ к медицинской помощи, защиту от дискриминации и насилия, а также доступ к образованию и трудоустройству. SIPD Uganda работала приблизительно с 700 интерсекс-лицами в 25 административных округах Уганды. Организация также провела в 2014 году региональную встречу союзников интерсекс-активистов из Руанды, Бурунди, Кении, Конго, Танзании и Уганды.
В Уганде понятие интерсекс обычно путают с ЛГБТ, что влечет за собой дискриминацию по отношению к интерсекс-людям и проблемы в работе правозащитных организаций. Джулиус Каггва, исполнительный директор SIPD, описывает ситуацию в Уганде как опасную.

## Известные интерсекс-люди из Уганды
- Джулиус Каггва
- Аннет Негеса